# Ли Тегуай
Ли Тегуай, также «Железная клюка Ли» (кит. 李铁拐/李鐵拐, Lǐ Tiěguǎi) — самый древний из Восьми бессмертных в даосском пантеоне. По легендам, он является учеником и современником Лао-цзы, однако его сопоставляют с реально существовавшим человеком, жившим в VII—VIII веках.
Известный также под именами Пустоглазый Ли (кит. 李孔目, Lǐ Kǒngmù) и Ли Нинъян (кит. 李凝阳/李凝陽, Lǐ Níngyáng).
В народе Ли Тегуай известен как врач, носящий свои снадобья в тыкве-горлянке. Нефритовый император даровал ему бессмертие за многочисленные благородные поступки.
Внешне он выглядит как одноногий нищий-попрошайка с черным от грязи лицом, круглыми глазами, всклокоченной бородой и волосами, схваченными золотым обручем, полученным от его наставника. В руках он держит железный посох, на который опирается, поэтому получил прозвище «Железная клюка Ли». Чем больше кажутся его физические страдания, тем более действенны его лекарства.

## Легенды
По легенде, Ли Тегуай оставил своё физическое тело в пещере Даншань (Dangsban), в провинции Аньхой на попечение ученика, и отправился к Лао-цзы, предупредив, что если он не вернется через семь дней (алхимический цикл превращения), надо будет уничтожить его тело. Через шесть дней ученик, узнав о болезни матери, сжёг тело учителя и отправился домой. Вернувшись, Ли Тегуай обнаружил, что его тело сожжено. В это время недалеко умер от голода хромой нищий, и Ли Тегуай перешёл в его тело. С тех пор он приобрел вид хромого нищего. По некоторым легендам, именно Лао-цзы воскресил его из пепла и повязал ему лоб золотым обручем.
По другим сведениям, он родился во времена династии Чжоу, его звали Ли Юань Li Yüan, и он учился у Лао-цзы и богини Сиванму. Он 40 лет занимался практикой и медитациями, не зная сна и отдыха.
Он мог уменьшаться так, что ночевал в своей тыкве-горлянке.